# Sergei Tabachnikov
Sergei Tabachnikov, também Serge, (em russo:  Сергей Львович Табачников; 1956) é um matemático russo, que trabalha com geometria e sistemas dinâmicos. É atualmente professor de matemática da Universidade Estadual da Pensilvânia. 

## Formação e carreira
Obteve um doutorado na Universidade Estatal de Moscou em 1987, orientado por Dmitry Fuchs e Anatoli Fomenko.
De 2013 a 2015 foi diretor adjunto (Deputy Director) do Institute for Computational and Experimental Research in Mathematics (ICERM) em Providence, Rhode Island. É atualmente diretor adjunto emérito do ICERM.
É fellow da American Mathematical Society. É atualmente Associate Editor do periódico Experimental Mathematics.
Um artigo sobre a hipótese da variabilidade por Theodore Hill e Tabachnikov foi aceito e retratado pelo The Mathematical Intelligencer e mais tarde pelo The New York Journal of Mathematics (NYJM). Houve alguma controvérsia sobre o modelo matemático, o processo de revisão por pares e a falta de um aviso oficial de retratação do NYJM.

## Publicações selecionadas
- Tabachnikov, Serge, ed. (1999). Differential and symplectic topology of knots and curves. Col: Advances in the Mathematical Sciences. 42. [S.l.]: American Mathematical Society. ISBN 978-0-8218-1354-6. MR 1738386
- Farber, Michael; Tabachnikov, Serge (2002), «Topology of cyclic configuration spaces and periodic trajectories of multi-dimensional billiards», Topology, 41 (3): 553–589, MR 1910041, arXiv:math/9911226, doi:10.1016/S0040-9383(01)00021-0
- Tabachnikov, Serge (2005), Geometry and Billiards, ISBN 978-0-8218-3919-5, Providence, RI: American Mathematical Society, MR 2168892
- Ovsienko, Valentin; Tabachnikov, Serge (2005), Projective differential geometry old and new. From the Schwarzian derivative to the cohomology of diffeomorphism groups, ISBN 978-0-521-83186-4, Cambridge Tracts in Mathematics, 165, Cambridge University Press, MR 2177471
- Fuchs, Dmitry; Tabachnikov, Serge (2007), Mathematical Omnibus. 30 Lectures on Classical Mathematics, ISBN 978-0-8218-4316-1, Providence, RI: American Mathematical Society, MR 2350979